# 나탈리아 킬스
나탈리아 킬스(Natalia Kills, 1986년 8월 15일 ~ )는 잉글랜드의 가수, 배우이다. 2016년부터는 3인조 걸 밴드 크룰 유스(Cruel Youth)를 만들어 활동 중이다.